# 明け方

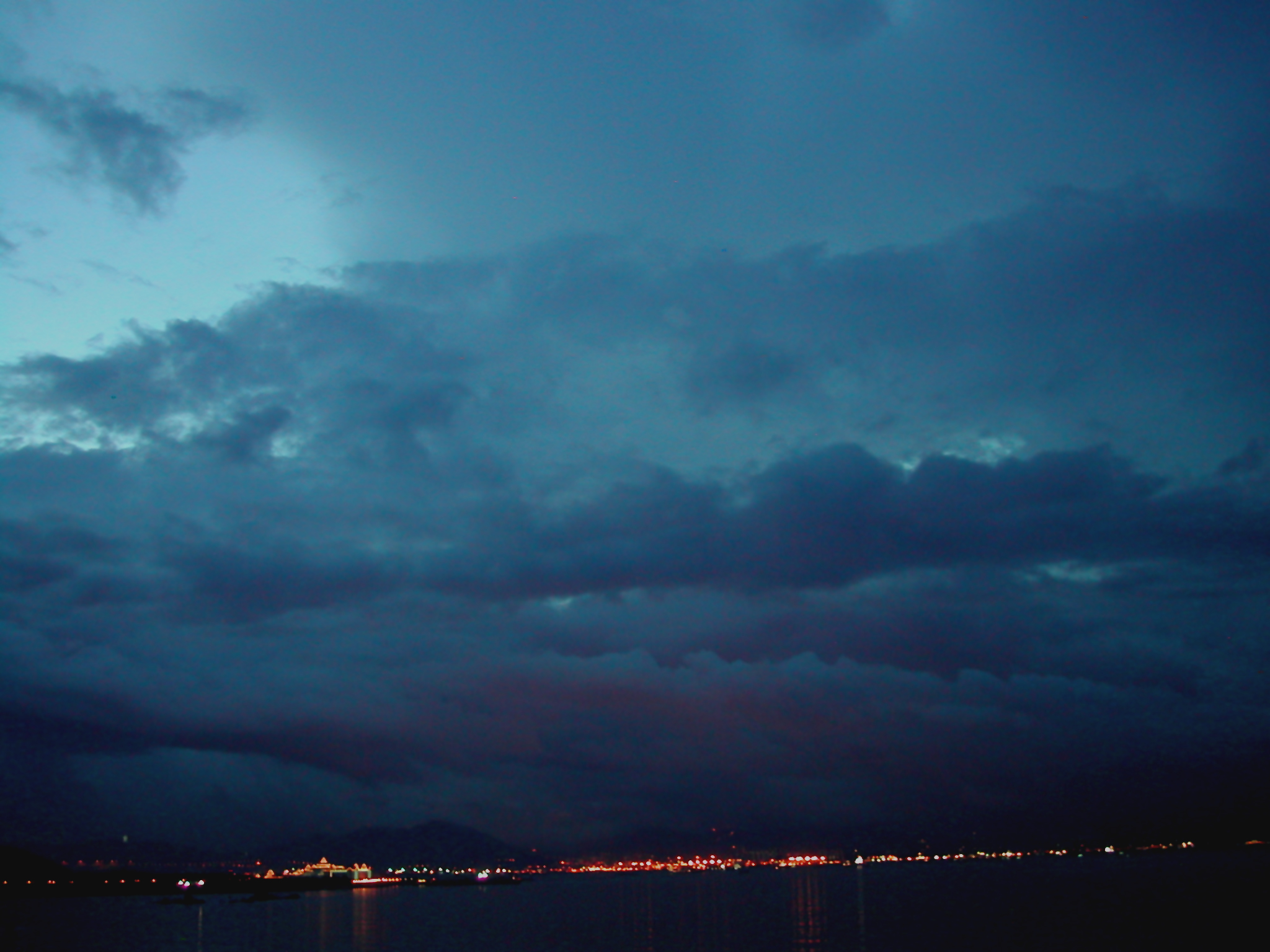
香港、坪洲島の夜明け

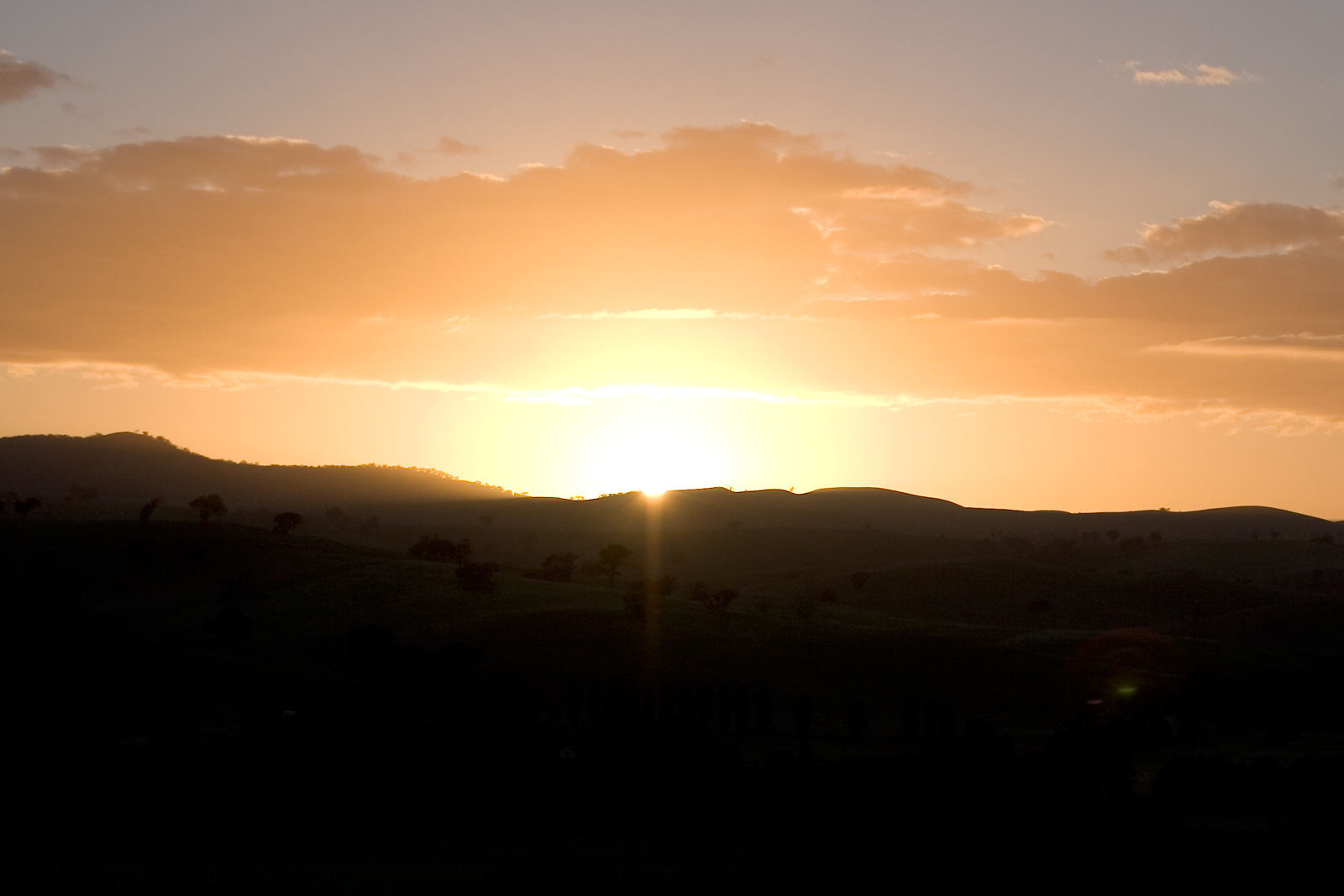
オーストラリア、スウィフツ・クリークの夜明け

明け方（あけがた）は、1日のうち夜が明けて明るくなる時間帯。明け（あけ）・夜明け（よあけ）・暁（あかつき）・東雲（しののめ）・曙（あけぼの）・黎明（れいめい）・払暁（ふつぎょう）・彼は誰時（かはたれどき）などの語がある。

## 概説
日の出頃の時間帯であるが、太陽が地平線より上に昇る前から大気中の塵による光の散乱により空が明るくなり始める。これを薄明といい、星が見え暗さが残る段階までを「明け方」、日の出前でも十分に空が明るい段階を「夜明け」として区別したりする。
漢語でこの時間帯を表すのは朝・旦・晨・早などである。これらは夕方を表す語とともに朝夕・旦暮・晨昏・早晩などと併用される。
日本の暦では古くは明け六つ時といわれ5時から7時くらいの時間帯であった。明け六つ時は、宣明暦では日の出の時刻と定義されていたが、貞享暦以降は日の出2刻半（36分）前の夜明けと定義が変更された。したがって、貞享暦以降は明け六つ時は日の出の時刻ではない。またいずれの定義でも、夏は早くなり、冬は遅くなる。
また、暁（あかつき）という言は、現代語では「夜明け」「明け方」（太陽は出ていないが、空が明るくなり出している状態）を指すが、古語では「未明」（空が明るくなる前の状態）を表すので注意が必要である。真夜中から明け六つまで順に、暁九つ（真夜中）、暁八つ、暁七つ、明け六つと呼ぶのはそのためである。古くはあかつき、しののめ、あけぼのという順に推移するものと区分された

## 気象庁の予報用語
気象庁では、混乱や誤解を避けるため、天気予報などで用いる用語を定めている。予報用語では、「明け方」は3時から6時の時間を指しており、季節によって変動する日の出の時刻とは関係しない定義である。
「明け方」とは別に、「日の出の前の空が薄明るくなる頃（＝薄明）」を指す語として「夜明け」が定義されている。「夜明け前」（日の出の前2時間くらい）という表現は用いず、「明け方」に言い換えるよう推奨されている。「夜明け」からおよそ1-2時間を「早朝」と呼ぶ。